# Hochsauerlandkreis
De Hochsauerlandkreis is een Kreis in de Duitse deelstaat Noordrijn-Westfalen. De Kreis telt 259.030 inwoners (31 december 2020) op een oppervlakte van 1.960,16 km². Op 31 december 2020 had 10,03% van de inwoners een niet-Duits staatsburgerschap (25.985 niet-Duitsers) en hadden 1.040 inwoners het Nederlandse staatsburgerschap.
De Kreis omvat het hoogste deel van het Sauerland, waaronder het wintersportgebied rond Winterberg. Het hoogste punt van Noordrijn-Westfalen, de Langenberg, ligt in de Hochsauerlandkreis, aan de grens met de deelstaat Hessen. De grootste stad is Arnsberg, maar de Kreisstadt is Meschede.

## Steden en gemeenten

Steden en gemeenten in Hochsauerlandkreis.

De volgende steden en gemeenten liggen in de Kreis (de namen zijn de officiële Duitse aanduidingen):
| Steden (Städte) | Gemeenten (Gemeinden)            |
| --- | -------------------------------- |
| 1. Arnsberg 2. Brilon 3. Hallenberg 4. Marsberg 5. Medebach 6. Meschede 7. Olsberg 8. Schmallenberg 9. Sundern 10. Winterberg | 1. Bestwig 2. Eslohe (Sauerland) |

Zie ook: Lijst van Kreise en kreisfreie steden in Noordrijn-Westfalen
Arnsberg · Bestwig · Brilon · Eslohe · Hallenberg · Marsberg · Medebach · Meschede · Olsberg · Schmallenberg · Sundern · Winterberg